# Lucian-Zeev Herșcovici
Lucian-Zeev Herșcovici (în ebraică:לוסיאן-זאב הרשקוביץ, născut la 27 septembrie 1947) este un istoric și bibliotecar israelian, evreu originar din România .Herșcovici este conferențiar asociat la Universitățile din București și Cluj-Napoca, în domeniul istoriei evreilor, al culturilor ebraică și idiș.

## Biografie
Herșcovici s-a născut în anul 1947 la Galați, în România. A urmat studii liceale la Liceul Vasile Alecsandri din Galați , unde a terminat examenele de bacalaureat la vârsta de 16 ani. Între anii 1964-1969 a studiat istoria României și istoria generala la Universitatea Alexandru Ioan Cuza din Iași. Din tinerețe a publicat articole cu subiecte istorice, între altele, în paginile Revistei Cultului Mozaic din România (azi Realitatea evreiască) 
La 25 ani, la 4 octombrie 1972  a emigrat în Israel. Studiile din România i-au fost echivalate ca studii pentru masterat și din anul 1974 a lucrat ca  specialist bibliotecar la Biblioteca Națională a Israelului din Ierusalim. În acelaș timp s-a făcut cunoscut pentru cercetările sale în domeniul istoriei evreilor în Evul Mediu și în secolul al-XIX_lea.
Din anul 2003 predă cursuri la Universitatea din București, iar între anii 2004-2007 a predat și la Universitatea din Montpellier, unde, în 2009, a terminat doctoratul în domeniul istoriei civilizațiilor, sub îndrumarea lui Carol Iancu. Teza de doctorat  a fost consacrată mișcării Haskala în rândurile evreilor din România. 
Herșcovici a publicat numeroase cercetări și articole în domeniul istoriei evreilor în reviste de specialitate și le-a prezentat în cadrul unor congrese științifice.  A colaborat la emisiuni ale radiodifuziunii israeliene in limba română, la reviste israeliene în limba română (Expres Magazin etc.) 

### Viața particulară
Herșcovici locuiește la Ierusalim. El vorbește limbile ebraică, română, engleză, franceză , spaniolă și rusă, și citește în limbile idiș și ladino.

## Omagii
- 1997 - Premiul "Meir Rudich" al Centrului de Studii ale Iudaismului Românesc, Universitatea Ebraică din Ierusalim.
- 2001 - Premiul Sara și Haim Ianculovici, Haifa
- 2009 - Premiul Iacob Gropper,Ierusalim
- 2009 - Premiul Alexandru Șafran din partea Federației Comunităților Evreiesti din România
- decembrie 2010 - împreună cu Baruch Tercatin - Premiul Eudoxiu Hurmuzaki al Academiei Române, pentru lucrarea enciclopedică „Prezențe rabinice în spațiul românesc - secolele XVI-XXI” [1]

## Publicații

### Cărți
- cu Baruch Tercatin - Prezențe rabinice în perimetrul românesc - Secolele XVI - XXI -Hasefer, București, 2008
- Entziklopedia leyahadut Romania: rabbanim, admorim, manhighim. (cu Baruch Tercatin).Mosad Harav Kook, Yerushalayim 2012. 3 volume, 1421 pagini(,Enciclopedia iudaismului României:rabini,admori, conducători spirituali)
- Ghid de conservație ebraic-român - Sihon ivri-romaní , Editura S.Zak, Ierusalim, 1995
- O istorie a evreilor din Galați: file de cronică de la începuturi până la marea emigrare. (în colaborare cu Violeta Ionescu).  : Editura Hasefer,București 2018. 2 volume (491 & 562 p.).
- Le mouvement de la Haskala parmi les Juifs de la Roumanie, 2009
- capitole în Enciclopedia Judaica, enciclopedia YIVO despre evreii din Europa de Est

### Articole
- Tnuat Hatikunim badat b'kerev yehudey Romania 1857-1921  Curentul reformist în viața religioasă evreiască din România (1857-1921) - de la fondarea Comunității Templului Coral până la alegerea Rabinului dr. I Niemirower ca Prim Rabin al Comunității Evreilor din București;  Universitatea Ebraică, Ierusalim,  - lucrare distinsă cu Premiul Meir Rudich al Centrului de studiu al iudaismului din România פרסום זה זכה בפרס המחקר על שם
- Hakehilot - Ofiyan umaamadan hamishpati (Comunitățile - caracteristicile lor și statutul lor juridic) - în Toldot Yehudey Romania (Istoria evreilor din România - red.Rafael Vago și Liviu Rotman) vol.3 Perioada interbelică ,Tel Aviv  1996
- Beit hasefer hahaklayi Mikve Israel:haksharim shebein yehudey Romania leBeit Hasefer hahaklayi Mikve Israel  (Școala agricolă Mikהe Israel: legăturile dintre evreii din România și Scoala agricolă Mikve Israel) în vol. Yahadut Romania bitkumat Israel (Evreii din Romania în resurectia Israelului) vol 3 - Bayir uvakfar - Trumat Yehudey Romania leyishuv Eretz Israel (La sate si în orașe - Contributia evreilor din România la reașezarea evreiască în Țara Israelului)   1995, pag. 175–187
- Shmuel Lupu veyahadut Romania - Shmuel Lupu și evreii din România 1902-1914 :scrisori din arhiva Școlii Mikve Israel-  protocoalele Congresului mondial al XI-lea al științelor iudaice, partea II - istoria poporului evreu, vol II - Epoca contemporană Ierusalim 1994, p.191-197
- Hayishuv hayehudi beRomania ad milhemet haolam harishona - (Colectivitatea evreiască în România până la Primul Război Mondial, în Yahadut Romania bitkumat Israel (Evreii din Romania în perioada renașterii naționale) - vol.I Rădăcini: istorie, cazuri renumite, sionism, partide, Holocaust si lupta, emigrația și creația
- Yehudim sfaradim binesikhuyot Romania bameot 16-17  - Evreii sefarzi în Principatele Române în secolele al XVI-lea-al XVII-lea - subiecte de cercetare asupra evreilor din România- seară de studii, 26 decembrie 1990, Tel Aviv, 1991 p.17-35
- Yediot al hayehudim hasfaradim beValahia  bameot 16-17 - Informații despre evreii sefarzi în Țara Românească  - protocoale ale celui de-al VIII-lea Congres al științelor iudaice, partea a II-a, Istoria evreilor, Ierusalim 1982, p. 71-176
- Igrot Haohev Israel - makor letoldot yehudey Romania.  Kovetz Sfatey Tzadikim,  kovetz 14 (Epistolele lui Ohev Israel [2] - izvor al istoriei evreilor din România - vol. Sfatey Tzadikim, tom 14, Ierusalim, Institutul Sfatey Tzadikim , 2010
- Roumanie, Israel, France : parcours juifs ; hommage au professeur Carol Iancu. (Textes rassemblés par Danielle Delmaire, Lucian-Zeev Herscovici, Felicia Waldman). Paris : Honoré Champion, 2014. 744 pages. (Bibliothèque d’Etudes Juives ; collection dirigée par Daniel Tollet, no. 52).

(Romania, Israel, France: Jewish trails; volume in honor of Professor Carol Iancu. / România, Israel, Franța: itinerarii evreiești; omagiu profesorului Carol Iancu. (Editors: Danielle Delmaire, Lucian-Zeev Herscovici, Felicia Waldman). [Editat sub egida  Centrului de studii evreiești “Goldstein-Goren”]. București: Editura Universității din București, 2014. 334 pages. [Bilingual English-Romanian].
- ”Legături ale evreilor din Moldova și Țara Românească cu Palestina (Eretz Yisrael) în secolele XVI-XVIII”. Studia et Acta Historiae Iudaeorum Romaniae (Universitatea ”Al. I. Cuza”, Iași), XIII (2016), pp. 17-63.
- Despre Anul Nou al Pomilor în cartea sub redactia lui Hillel Bakish
- ”Diversitate în unitate, unitate în diversitate: rabini, Șef-Rabinat și curente religioase în obștea evreiască din România interbelică”. Revista de istorie a evreilor din România (București: Centrul pentru studiul istoriei evreilor din România), Serie nouă, 3 (19), 2018, pp. 123-185
- ”Din istoria unei obști evreiești din România: organizarea comunitară la Galați în antebelic și interbelic”. (în colaborare cu Violeta Ionescu). Danubius (Galați: Muzeul de Istorie ”Paul Păltânea”), XXXVII (2019), pp. 89-140.
- David Yeshayahu Silberbusch: Lacrima oropsiților sau Evreii în România; traducere din limba ebraică, studiu introductiv și note explicative